# Ева Фернандес Бругес
Ева Фернандес Бругес (ісп. Eva Fernández Brugués; нар. 5 травня 1986) — колишня іспанська тенісистка.
Найвищу одиночну позицію світового рейтингу — 185 місце досягла 19 жовтня 2009, парну — 336 місце — 12 вересня 2011 року.
Здобула 7 одиночних та 2 парні титули туру ITF.
Завершила кар'єру 2014 року.

## Фінали ITF
| Легенда          |
| ---------------- |
| турніри $100,000 |
| турніри $75,000  |
| турніри $50,000  |
| турніри $25,000  |
| турніри $10,000  |

### Одиночний розряд: 15 (7–8)
| Результат | Ранг | Дата              | Турнір                             | Покриття | Суперниця                | Рахунок       |
| --------- | ---- | ----------------- | ---------------------------------- | -------- | ------------------------ | ------------- |
| Поразка   | 1.   | 29 вересня 2002   | ITF Льєйда, Іспанія                | Ґрунт    | Марія Хосе Санчес Алаєто | 7–5, 3–6, 0–6 |
| Перемога  | 2.   | 29 жовтня 2005    | ITF Куарту-Сант'Елена, Італія      | Тверде   | Рената Кучеркова         | 6–1, 6–1      |
| Перемога  | 3.   | 20 серпня 2006    | ITF Савітайпале, Фінляндія         | Ґрунт    | Пія Суомалайнен          | 6–4, 3–6, 6–2 |
| Поразка   | 4.   | 24 вересня 2006   | ITF Чіампіно, Італія               | Ґрунт    | Алексія Вірджилі         | 1–6, 3–6      |
| Поразка   | 5.   | 19 листопада 2006 | ITF Майорка, Іспанія               | Ґрунт    | Мішелль Герардс          | 1–6, 3–6      |
| Поразка   | 6.   | 25 березня 2007   | ITF Рим, Італія                    | Ґрунт    | Ліза Сабіно              | 3–6, 1–6      |
| Поразка   | 7.   | 12 вересня 2007   | ITF Льєйда, Іспанія                | Ґрунт    | Гейді Ель Табах          | 2–6, 3–6      |
| Перемога  | 8.   | 18 травня 2008    | ITF Бадалона, Іспанія              | Ґрунт    | Майте Габаррус-Алонсо    | 4–6, 6–1, 6–1 |
| Перемога  | 9.   | 26 жовтня 2008    | ITF Sant Cugat del Vallès, Іспанія | Ґрунт    | Лара Арруабаррена        | 6–4, 7–5      |
| Поразка   | 10.  | 8 березня 2009    | ITF Гіза, Єгипет                   | Ґрунт    | Оксана Калашникова       | 4–6, 6–4, 3–6 |
| Перемога  | 11.  | 7 червня 2009     | ITF Галатіна, Італія               | Ґрунт    | Маргаліта Чахнашвілі     | 3–6, 6–3, 6–2 |
| Перемога  | 12.  | 21 червня 2009    | ITF Падуя, Італія                  | Ґрунт    | Наталі В'єрін            | 6–2, 1–6, 7–5 |
| Поразка   | 13.  | 27 листопада 2010 | ITF Асунсьйон, Парагвай            | Ґрунт    | Інес Феррер Суарес       | 2–6, 2–6      |
| Поразка   | 14.  | 4 лютого 2013     | ITF Анталія, Туреччина             | Ґрунт    | Лаура Йоана Пар          | 2–6, 6–4, 2–6 |
| Перемога  | 15.  | 18 березня 2013   | ITF Анталія, Туреччина             | Ґрунт    | Ана Богдан               | 6–2, 6–0      |

### Парний розряд: 4 (2–2)
| Результат | Ранг | Дата            | Турнір                               | Покриття | Партнерка                 | Суперниці                                   | Рахунок          |
| --------- | ---- | --------------- | ------------------------------------ | -------- | ------------------------- | ------------------------------------------- | ---------------- |
| Поразка   | 1.   | 25 вересня 2010 | ITF Бухарест, Румунія                | Ґрунт    | Летісія Костас            | Ірина-Камелія Бегу Елена Богдан             | 1–6, 3–6         |
| Перемога  | 2.   | 21 травня 2011  | ITF Santa Coloma de Farners, Іспанія | Ґрунт    | Інес Феррер Суарес        | Вікторія Голубич Ніна Зандер                | 6–3, 6–7, [10–4] |
| Перемога  | 3.   | 28 травня 2011  | ITF Гечо, Іспанія                    | Ґрунт    | Арабела Фернандес Рабенер | Маргарита Лазарева Шейла Сольсона-Каркасона | 7–5, 6–1         |
| Поразка   | 4.   | 1 лютого 2013   | ITF Анталія, Туреччина               | Ґрунт    | Ізабелла Шинікова         | Хан На Ле Лі Чін А                          | 3–6, 3–6         |